# 포르토벨로의 마녀
포르토벨로의 마녀(A Bruxa de Portobello)는 2006년에 발간된 파울로 코엘료의 소설로, '아테나'라는 이름의 한 비범한 여자에 관한 이야기를 다루고 있다.